# 松梨智子
松梨 智子（まつなし ともこ、1971年4月14日 - ）は、日本の元映画監督、女優。現在はイタリアンシェフ。広島県出身。
広島大学附属高校を経て、早稲田大学商学部卒業。映像制作集団「地下テントろばくん」主宰。監督としての代表作に、『毒婦マチルダ』、『映画監督になる方法』など。
身長160cm、血液型はB型
。

## 来歴・人物
早稲田大学在学中、劇団高円寺爆弾クラブにて俳優修行を積み、早稲田大学映画研究会の自主制作映画『きままちゃんはあんたたちじゃないからのぼるのぼる』に主演。この作品が1994年、ぴあフィルムフェスティバルで審査員特別賞を受賞するとともに、松梨の演技が審査員の市川準の目にとまり、市川監督作『トキワ荘の青春』（1996）に出演。また自身も映画制作を始める。
1996年、監督作『惜しみなく愛は奪ふ』（1995）がゆうばり国際ファンタスティック映画祭で審査員奨励賞を受賞。高円寺爆弾クラブを映像制作集団「地下テントろばくん」に改める。女優としては、『クルシメさん』（1998）などに出演。1998年、監督作『毒婦マチルダ』が、テレビ番組『たけしの誰でもピカソ』で第1回映像アーティストピカソ大賞を受賞、また1999年日本映画監督協会新人賞候補作となる。2002年度から2005年度までENBUゼミナールの映像俳優コース専任講師を担当。近作『映画監督になる方法』（2006）は、各国の映画祭で招待上映された。
2008年11月に、監督として初の商業用作品となる「Happyダーツ」を全国公開。
2010年9月30日。モチベーション枯渇を理由に、「地下テントろばくん」活動休止を公式HP上で報告。映画監督の引退宣言をして、熱海で仲居となった。
その後、料理界へ転身し、イタリアの料理学校「ルッカ・イタリア料理学院」を卒業。「リゾナーレ八ヶ岳」などで修業を積み、2021年3月現在、星野リゾートが経営する沖縄県・読谷村にある滞在型リゾート「星のや沖縄」にて料理長をしている。

## 主な監督作品
- 惜しみなく愛は奪ふ（1995年、短編）- 監督・脚本・主演
- 毒婦マチルダ（1998年）- 監督・脚本・主演・マチルダ役
- サノバビッチ☆サブ〜青春グッバイ〜（2000年）- 監督・脚本・撮影・出演
- 近未来蟹工船 レプリカント・ジョー（2002年）- 監督・脚本・撮影[3]
- 帰ってきた!刑事まつり（2003年、オムニバス）- 「キューティー刑事」監督・脚本・出演・松本役
- 映画監督になる方法（2005年）- 監督・脚本・撮影・出演・サクラコ役
- Happyダーツ（2008年11月公開・クロックワークス） 出演：辺見えみり、佐藤仁美、加藤和樹、新田恵利、森泉
- サビ男サビ女（2011年1月公開・ニューシネマワークショップ）4話オムニバスの一編「Boy? Meets Girl.」 出演:中村蒼、蓮佛美沙子

※すべての監督作品で脚本・編集を兼ねている。

## 主な出演作品
映画
- きままちゃんはあんたたちじゃないからのぼるのぼる（1994年、金井康史監督）- 主演
- トキワ荘の青春（1996年、市川準監督）- 水野英子役
- クルシメさん（1998年、井口昇監督）